# Aeroplane (musiker)
Aeroplane, egentligen Vito de Luca, född 1983 i Auvelais i Belgien, är en belgisk nu disco-producent och -DJ. Aeroplane bildades 2007 som en duo bestående av de Luca och Stephen Fasano (alias The Magician). De två hade då redan spelat tillsammans sedan 2001. Fasano lämnade gruppen 2010.
Aeroplane gör mestadels remixer på andras låtar, bland annat Grace Jones Williams' Blood (2008) och Justin Timberlakes Suit & Tie (2013). Debutalbumet We Can't Fly gavs ut i september 2010. Det består av låtar skrivna av de Luca, med sång av gästartister som Au Revoir Simone, Merry Clayton, Sky Ferreira, Nicolas Kerr (Poni Hoax) och Jonathan Jeremiah.

## Diskografi

### Album
- 2010 – We Can't Fly
- 2011 – In Flight Entertainment (samlingsalbum)

### Singlar
- 2010 - We Can't Fly